# Rhinodiaphana ventricosa
Rhinodiaphana ventricosa är en snäckart som först beskrevs av John Gwyn Jeffreys 1865.  Rhinodiaphana ventricosa ingår i släktet Rhinodiaphana och familjen Diaphanidae. Inga underarter finns listade i Catalogue of Life.